# Entoloma longistriatum
Entoloma longistriatum är en svampart. Entoloma longistriatum ingår i släktet Entoloma och familjen Entolomataceae.  Arten är reproducerande i Sverige.

## Underarter
Arten delas in i följande underarter:
- sarcitulum
- longistriatum

## Källor

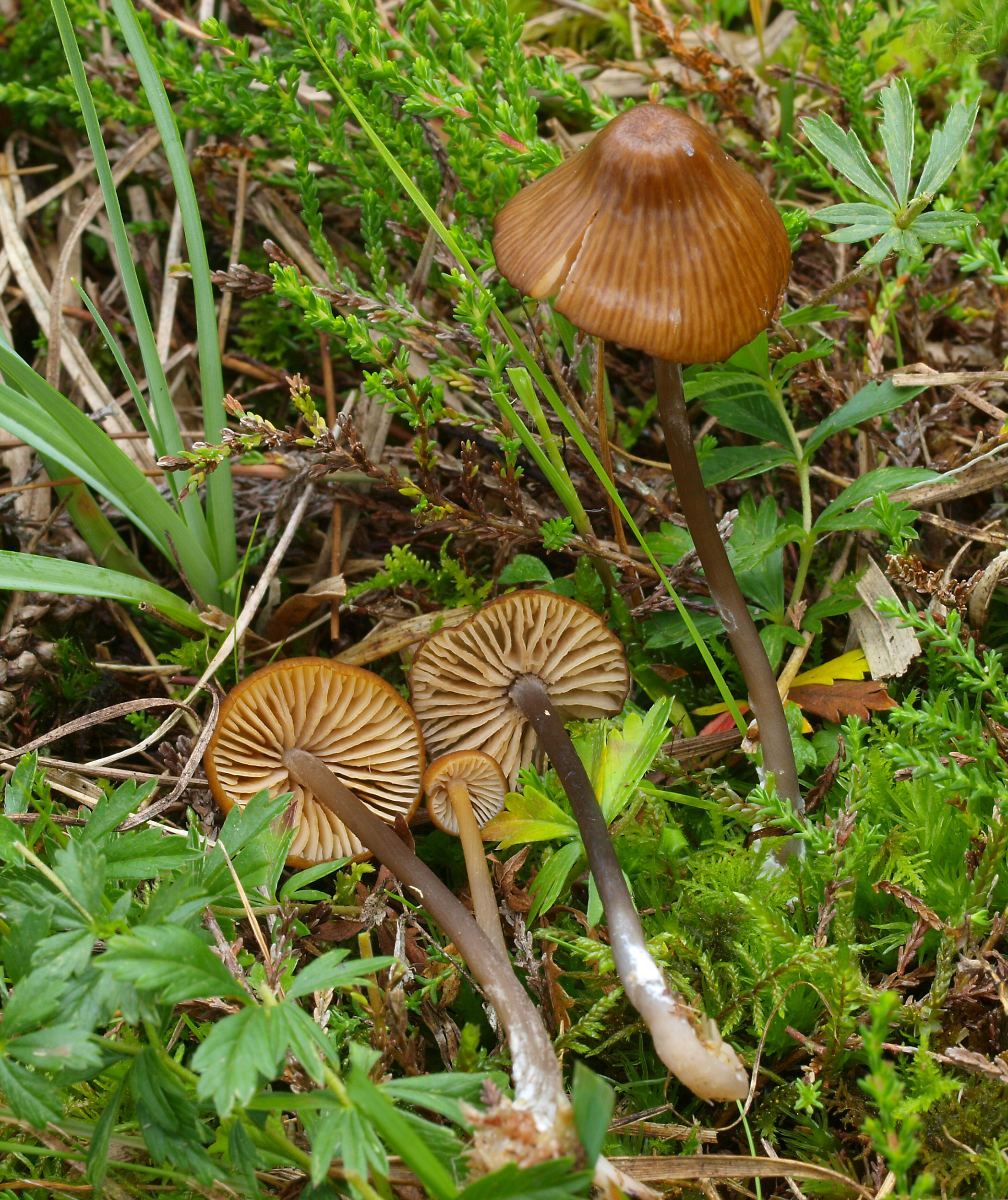